# 梅普爾拉皮茲 (密西根州)
梅普爾拉皮茲（英語：Maple Rapids）是位於美國密西根州克林頓縣的一個村。

## 人口
根據2020年美國人口普查的數據，梅普爾拉皮茲的面積為3.69平方千米，當中陸地面積為3.54平方千米，而水域面積為0.15平方千米。當地共有人口573人，而人口密度為每平方千米155人。